# 7. Kongress der Vereinigten Staaten
Der 7. Kongress der Vereinigten Staaten, bestehend aus dem Repräsentantenhaus und dem Senat, war die Legislative der Vereinigten Staaten. Seine Legislaturperiode dauerte vom 4. März 1801 bis zum 4. März 1803. Alle Abgeordneten des Repräsentantenhauses sowie ein Drittel der Senatoren (Klasse III) waren im Jahr 1800 bei den Kongresswahlen gewählt worden. Dabei ergab sich im Repräsentantenhaus eine Mehrheit für die Demokratisch-Republikanische Partei, während die Föderalistische Partei ihre Mehrheit im Senat verteidigen konnte. Allerdings tagte der Senat nur kurz im März zu seiner Konstitution, bei Beginn der regulären Sitzung im Dezember war die Mehrheit durch Nachwahlen bereits gekippt. Der Kongress tagte in der amerikanischen Bundeshauptstadt Washington, D.C. Es war die erste volle Amtszeit, die der Kongress dort absolvierte. Er hatte sein neues Domizil erst im November des Jahres 1800 bezogen. Die Vereinigten Staaten bestanden damals aus 16 Bundesstaaten. Am Ende der Legislaturperiode kam mit Ohio der 17. Staat hinzu, der dann in der folgenden Legislaturperiode erstmals im Kongress vertreten war. Präsident war Thomas Jefferson.
Die Sitzverteilung im Repräsentantenhaus basierte auf der Volkszählung von 1790.

## Wichtige Ereignisse
- 4. März 1801: Beginn der Legislaturperiode des 7. Kongresses. Gleichzeitig tritt Thomas Jefferson, dessen Wahl erst im Februar im Kongress entschieden wurde, sein neues Amt am 3. US-Präsident an. Er löst John Adams ab.
- 10. Mai 1801: Beginn des Amerikanisch-Tripolitanischen Kriegs.
- Mai bis November 1801: Durch Nachwahlen verlieren die Föderalisten ihre Mehrheit im Senat.
- 16. März 1802: Gründung der United States Military Academy in West Point.
- 1802: Bei den Kongresswahlen baut die Demokratisch-Republikanische Partei ihre Mehrheit in beiden Kammern aus.
- 1. März 1803: Ohio wird 17. Bundesstaat der USA (das Datum wurde erst 1953 rückwirkend vom Kongress festgelegt). Bereits am 19. Februar 1803 hatte Präsident Jefferson die Aufnahme des Staates verkündet. Die ersten Kongressvertretungen erfolgten im 8. Kongress.

## Die wichtigsten Gesetze
In den Sitzungsperioden des 7. Kongresses wurden unter anderem folgende Bundesgesetze verabschiedet (siehe auch: Gesetzgebungsverfahren):
- 29. April 1802: Judiciary Act of 1802
- 30. April 1802: Enabling Act of 1802

## Zusammensetzung nach Parteien

### Senat
- Demokratisch-Republikanische Partei: 17
- Föderalistische Partei: 15
- Sonstige: 0
- Vakant: 2 (für Ohio)

Gesamt: 34 Stand am Ende der Legislaturperiode

### Repräsentantenhaus
- Demokratisch-Republikanische Partei: 68
- Föderalistische Partei: 38
- Sonstige: 0
- Vakant: 0

Gesamt: 106 Stand am Ende der Legislaturperiode
Außerdem gab es noch zwei nicht stimmberechtigte Kongressdelegierte.

## Amtsträger

### Senat
- Präsident des Senats: Aaron Burr (DR)
- Präsident pro tempore: Abraham Baldwin (DR) bis zum 14. Dezember 1802, danach Stephen R. Bradley (DR)

### Repräsentantenhaus
- Sprecher des Repräsentantenhauses: Nathaniel Macon (DR)

## Senatsmitglieder
Die Senatoren wurden von den Legislativen der Bundesstaaten für Amtszeiten von sechs Jahren gewählt. Die Senatssitze sind in drei annähernd gleich große Klassen aufgeteilt, wovon je eine alle zwei Jahre zur Wahl steht. Die Zahl vor den Namen kennzeichnet die Klassenzuordnung des jeweiligen Senators.
| Connecticut - 1. James Hillhouse (F) - 3. Uriah Tracy (F) Delaware - 2 William H. Wells (F) - Samuel White (F) Georgia - 3. James Jackson (F) - 2. Abraham Baldwin (DR) Kentucky - 2. John Brown (DR) - 3. John Breckinridge (DR) Maryland - 3. William Hindman (F) bis zum 19. November 1801 - Robert Wright (DR) - 1. John Eager Howard (F) Massachusetts - 2. Dwight Foster (F) - 1. Jonathan Mason (F) New Hampshire - 3. James Sheafe (F) bis zum 14. Juni 1802 - William Plumer (F) ab dem 17. Juni 1802 - 2. Samuel Livermore (F) bis zum 12. Juni 1801 - Simeon Olcott (F) ab dem 17. Juni 1801 | New Jersey - 1. Aaron Ogden (F) - 2. Jonathan Dayton (F) New York - 3. John Armstrong (DR) bis zum 5. Februar 1802 - DeWitt Clinton (DR) ab dem 9. Februar 1802 - 1. Gouverneur Morris (F) North Carolina - 2. Jesse Franklin (DR) - 3. David Stone (DR) Pennsylvania - 1. James Ross (F) - 3. Peter Muhlenberg (DR) bis zum 30. Juni 1801 - George Logan (DR) ab dem 13. Juli 1801 Rhode Island - 1. Theodore Foster (DR) - 2 Ray Greene (F) bis zum 5. März 1801 - Christopher Ellery (DR) ab dem 6. Mai 1801 South Carolina - 2 Charles Pinckney (DR) bis zum 6. Juni 1801 - Thomas Sumter (DR) ab dem 15. Dezember 1801 - 3. John E. Colhoun (DR) bis 26. Oktober 1802 - Pierce Butler (DR) ab dem 4. November 1802 Tennessee - 2 Joseph Anderson (DR) - 1. William Cocke (DR) Vermont - 1. Nathaniel Chipman (F) - 3. Elijah Paine (F) bis 1. September 1801 - Stephen R. Bradley (DR) ab dem 15. Oktober 1801 Virginia - 2. Wilson Cary Nicholas (DR) ab dem 5. Dezember 1799 - 1. Stevens Mason (DR) |

## Mitglieder des Repräsentantenhauses
Die Sitze im Repräsentantenhaus wurden auf die Bundesstaaten verteilt und dort alle zwei Jahre von der wahlberechtigten Bevölkerung gewählt. Ob die Sitze über mehrere Wahlkreise verteilt oder gemeinsam besetzt werden, entschied jeder Bundesstaat selbst.
| Connecticut Alle Abgeordneten wurden staatsweit gewählt. - John Cotton Smith (F) - Samuel W. Dana (F) - John Davenport (F) - Calvin Goddard (F) ab dem 14. Mai 1801 - Elias Perkins (F) - Benjamin Tallmadge (F) - Roger Griswold (F) Delaware - James A. Bayard (F) (Staatsweit gewählt) Georgia Alle Abgeordneten wurden staatsweit gewählt. - John Milledge (DR) bis Mai 1802. - Peter Early (DR) ab 10. Januar 1803 - Benjamin Taliaferro (DR) bis Mai 1802 - David Meriwether (DR) ab 6. Dezember 1802 Kentucky Zwei Wahlbezirke - 1. Thomas Terry Davis (DR) - 2. John Fowler (DR) Maryland Acht Wahlbezirke - 1. John Campbell (F) - 2. Richard Sprigg (DR) bis 11. Februar 1802 - Walter Bowie ab dem 24. März 1802 - 3. Thomas Plater (F) - 4. Daniel Hiester (F) - 5. Samuel Smith (DR) - 6. John Archer (DR) - 7. Joseph Hopper Nicholson (DR) - 8. John Dennis (F) Massachusetts Vierzehn Wahlbezirke - 1. John Bacon (DR) - 2. William Shepard (F) - 3. Ebenezer Mattoon (F) - 4. Levi Lincoln (DR) - 5. Lemuel Williams (F) - 6. Josiah Smith (DR) - 7. Phanuel Bishop (DR) - 8. William Eustis (DR) - 9. Joseph Bradley Varnum (DR) - 10. Nathan Read (F) - 11. Manasseh Cutler (F) - 12. Silas Lee (F) bis 20. August 1801 - Samuel Thatcher (F) ab dem 6. Dezember 1802 - 13. Peleg Wadsworth (F) - 14. Richard Cutts (DR) New Hampshire Alle Abgeordneten wurden staatsweit gewählt. - Abiel Foster (F) - Joseph Peirce (F) bis 1802 - Samuel Hunt (F) ab dem 6. Dezember 1802 - Samuel Tenney (F) - George B. Upham (F) New Jersey Alle Abgeordneten wurden staatsweit gewählt. - John Condit (DR) - Ebenezer Elmer (DR) - William Helms (DR) - James Mott (DR) - Henry Southard (DR) New York Zehn Kongresswahlbezirke - 1. John Smith (DR) - 2. Samuel Latham Mitchill (DR) - 3. Philip Van Cortlandt (DR) - 4. Lucas Elmendorf (DR) - 5. Thomas Tillotson (DR) bis zum 10. August 1801 - Theodorus Bailey (DR) ab dem 7. Dezember 1801 - 6. John Bird (F) bis 25. Juli 1801 - John Peter Van Ness (DR) zwischen dem 7. Dez. 1801 und dem 17. Januar 1803. Danach vakant. - 7. David Thomas (DR) - 8. Killian K. Van Rensselaer (F) - 9. Benjamin Walker (F) - 10. Thomas Morris (F) | North Carolina Zehn Kongresswahlbezirke - 1. James Holland (DR) - 2. Archibald Henderson (F) - 3. Robert Williams (DR) - 4. Richard Stanford (DR) - 5. Nathaniel Macon (DR) - 6. William Henry Hill (F) - 7. William Barry Grove (F) - 8. Charles Johnson (DR) bis 23. Juli 1802 - Thomas Wynns DR ab 7. Dezember 1802 - 9. Willis Alston (DR) - 10. John Stanly (F) Pennsylvania Zwölf Kongresswahlkreise. Der vierte Wahlkreis stellte zwei Kongressabgeordnete. - 1. William Jones (DR) - 2. Michael Leib (DR) - 3. Joseph Hemphill (F) - 4. Robert Brown (DR) - 4. Isaac Van Horne (DR) - 5. Joseph Hiester (DR) - 6. John A. Hanna (DR) - 7. Thomas Boude (F) - 8. John Stewart (DR) - 9. Andrew Gregg (DR) - 10. Henry Woods (F) - 11. John Smilie (DR) - 12. William Hoge (DR) Rhode Island Alle Abgeordneten wurden staatsweit gewählt. - Joseph Stanton (DR) - Thomas Tillinghast (DR) South Carolina Sechs Kongresswahlbezirke - 1. Thomas Lowndes (F) - 2. John Rutledge (F) - 3. Benjamin Huger (F) - 4. Thomas Sumter (DR) bis zum 15. Dezember 1801 - Richard Winn (DR) ab dem 24. Januar 1803 - 5. William Butler (DR) - 6. Thomas Moore (DR) Tennessee Staatsweit gewählt - William Dickson (DR) Vermont Zwei Wahlkreise - 1. Israel Smith (DR) - 2. Lewis R. Morris (F) Virginia Neunzehn Wahlbezirke - 1. John Smith (DR) - 2. David Holmes (DR) - 3. George Jackson (DR) - 4. Abram Trigg (DR) - 5. John Johns Trigg (DR) - 6. Matthew Clay (DR) - 7. John Randolph (DR) - 8. Thomas Claiborne (DR) - 9. William Branch Giles (DR) - 10. Edwin Gray (DR) - 11. Thomas Newton (DR) - 12. John Stratton (F) - 13. John Clopton (DR) - 14. Samuel Jordan Cabell (DR) - 15. John Dawson (DR) - 16. Anthony New (DR) - 17. Richard Brent (DR) - 18. Philip R. Thompson (DR) - 19. John Taliaferro (DR) |

Nicht stimmberechtigte Mitglieder im Repräsentantenhaus:
- Paul Fearing (F) Nordwestterritorium
- Narsworthy Hunter Mississippi-Territorium bis 11. März 1802
- Thomas Green Mississippi-Territorium ab 6. Dezember 1802